# Ctenoplusia euchroa
Ctenoplusia euchroa là một loài bướm đêm trong họ Noctuidae.